# Harry Parkes
Harry Parkes (Birmingham, 4 de enero de 1920 - Solihull, 4 de marzo de 2009) fue un futbolista británico. Parkes jugó tan solo en un equipo (el Aston Villa) donde disputó 345 partidos en 16 temporadas.

## Biografía
Parkes jugó en diferentes posiciones como delantero centro y extremo zurdo, aunque la mayor parte de su vida jugó como lateral. Se unió al Aston Villa en abril de 1939 procedente del Boldmere St. Michaels de Sutton Coldfield. Se convirtió en profesional en agosto de 1939. Jugó 345 partidos con el club anotando 4 goles; además de otros 144 juegos en tiempos de guerra. Solo se perdió 12 partidos de liga en siete temporadas de 1947 a 1954. Su único título con el Villa fue la Copa de Guerra de la Liga en 1944. 
También formó parte de la junta directiva del Aston Villa en la década de 1970. Estaba entre los seleccionados del Inglaterra para 1946, pero una lesión le impidió jugar, y nunca tuvo otra oportunidad de jugar para su país. 
Se retiró del fútbol en 1955 para concentrarse en su tienda de deportes en Corporation Street, Birmingham. En un momento dado, suministró todas las botas al equipo de Villa. La tienda cerró cuando Parkes se retiró a mediados de la década de 1990. Harry murió rodeado de sus familiares en su casa de Solihull el 4 de marzo de 2009. A Parkes le sobreviven su esposa Marjorie, su hija Valerie y su hijo Derek.